# Ubetu Kahe
Ubetu Kahe ist ein Verwaltungsbezirk (Ward) des Distrikts Rombo in der tansanischen Region Kilimandscharo.

## Geografie
Ubetu Kahe liegt im Nordosten von Tansania nahe der keniatischen Grenze auf etwa 1400 Höhenmetern. Nach Westen steigt das Land an, bis es knapp vor dem Gipfel des Mawenzi eine Höhe von über 4000 Meter erreicht.
Der Bezirk grenzt im Nordwesten an Nanjala, im Norden an Reha, im Osten an Kitirima Kingachi und im Süden an Kitirima und Kirongo Samanga. Er hat eine Fläche von 51 Quadratkilometer. und bei der Volkszählung 2022 lebten hier 20.954 Menschen in 5094 Haushalten.

## Gliederung
Ubetu Kahe besteht aus fünf Gemeinden (Mtaa) mit 18 Orten (Kitongoji):
| Ubetu - Uboyo - Mreyai - Kilawoi | Ngaseni - Neusi - Wasi - Reha - Kahuiwa - Mhaka - Mreyai | Kahe - Kahe ya Zamani - Kahe Mpya - Ndonge A - Ndonge B | Wama - Wama A - Wama | Ture - Ture - Kiura - Usarangei |

## Wirtschaft und Infrastruktur
- Gesundheit: Im Bezirk liegen zwei öffentliche Apotheken, je eine in den Gemeinden Kahe[7] und Ubetu.[8]
- Bildung: Die Ubetu Mawenzi Secondary School und die Kahe Secondary School sind staatliche weiterführende Schulen mit einer Ausbildung bis zur 4. Stufe.[9][10]
- Verkehr: Durch den Bezirk verläuft eine asphaltierte Landesstraße, die östlich von Moshi von der T15 abzweigt und östlich des Kilimandscharo nach Kenia führt.[11]